# Робітничий рух в Австралії
Робітничий рух в Австралії зародивсчя на початку 19 століття. Рух має у своєму складі як промислове крило, профспілки в Австралії, так і політичне крило, Австралійська лейбористська партія (ALP) і дрібні партії.
Майже всі профспілки Австралії пов'язані з Австралійською радою профспілок (ACTU). Ці профспілки, як правило, продукт важливих процесів злиття, проведених наприкінці 1980 і початку 1990-х років.

## Історія
Професійні спілки Австралії почали зароджуватися на початку 19 століття, як асоціації висококваліфікованих міських робітників, що прагнули об'єднатися, вимагали збільшити їх заробітну плату і зменшити робочий день.
21 квітня 1856 муляри і будівельні робітники на будівельних майданчиках по всьому місту припинили роботу і пройшли від університету Мельбурна до будівлі парламенту. Метою акції протесту було досягнення 8-годинного робочого дня пряма акція протесту була однією з перших організованих акцій робітників у світі. Акція пройшла успішно.
У 90-х роках три великі страйки вразили Австралію: страйк моряків у 1890; страйк стригунів овець у 1891; страйк шахтарів Брокен—Хілл у 1892. Ще один страйк стригунів овець відбувся у 1894 році. Коли велика кількість стригунів овець Квінсленду застрайкували проти поганих умов і зниженої заробітної плати, поліція Квінсленду відповіла насильством і розігнала страйк. Кожен з цих промислових конфліктів розглядався як удар, що деморалізував робітничий рух. Уільям Лейн та багато інших, шукаючи притулку, вирушили у Парагвай для будівництва нового поселення під назвою Нова Австралія. Інші учасники робітничого руху, деморалізовані результатами страйку, звернулися до політичного рішення і почали шукати можливості використання виборчого права, що призвело до утворення Австралійської лейбористської партії.
Перший лейбористський уряд очолив Андерсон Доусон, у 1899 році. Перший національний лейбористський уряд у 1904 році очолив Кріс Вотсон. Потім перший національний лейбористський уряд більшості, перший національний уряд більшості Австралії і першу більшість у Сенаті Австралії очолив Ендрю Фішер у 1910 році. Його уряд провів ряд реформ у галузі оборони, конституційних питань, фінансів, транспорту і зв'язку, соціального забезпечення. Ці реформи стосувалися введення пенсій по старості та інвалідності, допомоги матерям та компенсацій робітникам, випуску першої австралійської паперової валюти, утворення ВМС Австралії, початку будівництва Транс-австралійської залізниці, розширення складк Високого суду Австралії, заснування Канберру і створення державного Commonwealth Bank (Банк Співдружності).
Головний прихильником промислових профспілок напередодні Першої світової війни у Австралії були Індустріальні робітники світу (ІРС). ІРС також виступали у політичній площині проти військового обов'язку. Австралійський робітничий рух об'єднався навколо опозиції призову на військову службу. 23 вересня 1916 дванадцять членів ІРС (більшість з них активні організатори) були заарештовані і звинувачені у державній зраді за Законом про кримінальне покарання за зраду (1848).
У жовтні 1920 року було створено Комуністична партія Австралії, до якої увійшли радикальні групи профспілок, у тому числі Джон Гарден, члени забороненої ІРС, та члени попередніх соціалістичних організацій в Австралії. Страйки у цей період були звичайним явищем. Особливо слід відзначити страйк поліції Вікторії 1923 року.
Після прийняття Закону працівників транспорту (відомішого як Закон нашийника) у 1928 році, австралійський профспілковий рух намагався захистити себе шляхом формування Австралійської ради профспілок. Страйк робітників лісопилок 1929 року був першим великим страйком після початку Великої депресії, коли суддя Лукін виніс рішення про дозвіл нової системи оплати у лісовій промисловості, що збільшував робочий тиждень з 44 до 48 годин і знижував заробітну плату. У відповідь на депресію залишки ІРС почали створювати союзи для безробітних. Ця ідея була швидко підхоплена КПА і АЛП, які почали створювали для безробітних об'єднання (не організовані, як профспілки працівників).
Друга світова війна посприяла симпатії австралійських робітників до Радянського Союзу, тож КПА спробувала скористатися цим, у 1948 році організувавши страйк залізничників Квінсленду, а також страйки австралійських вугільників 1949 року. Спроба захопити контроль над профспілковим рухом не була вдалою, що запустило процес зниження впливу комуністичного керівництва на робітничий рух.
У кінці 1980-х у Австралії почали впроваджуватися мікроекономічні реформи, що включали дерегулювання раніше регульованих ринків, у тому числі ринку праці. Ці реформи були розпочаті урядом Кітінга в 1991 році. Цим закінчилося майже століття централізованого встановлення заробітної плати у виробничих відносинах.
Після виборів 1996 року і приходу до влади Федерального уряду під керівництвом прем'єр-міністра Джона Говарда було розпочато реформи промислових відносин з метою зниження впливу австралійських профспілок. Вони включали впровадження так званої системи австралійської угоди про робоче місце — індивідуальної договірної угоди з питань оплати та умов праці між працівником і роботодавцем — і зниження мінімальних умов оплати праці.

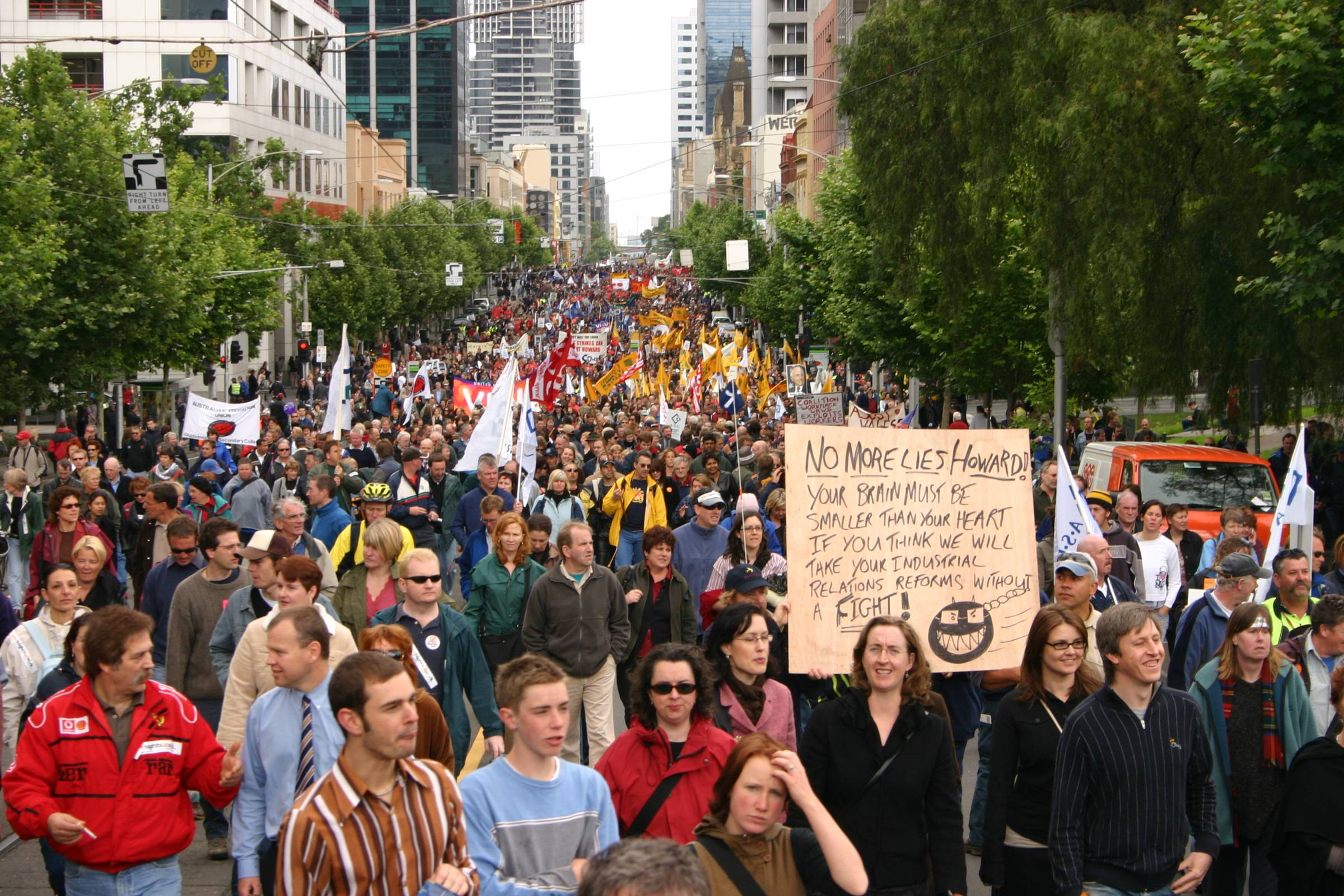
Мітинг проти реформ профспілкового законодавства на La Trobe Street, Мельбурн, 2005

Після того, як ліберальний уряд Говарда отримав перемогу у виборах 2004 року, а також більшість в сенаті 1 липня 2005 року, продовжилися зміни в промисловому законодавстві для подальшого підриву влади профспілок у веденні колективних переговорів. У травні 2005 року уряд Говарда оголосив про свої зміни промислових відносин, відомі як WorkChoices. Цей закон широкого критикувався австралійським профспілковим рухом, багатьма релігійними та громадськими групами і, що важливо, Міжнародною організацією праці, членом якої є Австралія.
30 червня 2005 до 100 тисяч чоловік пройшли маршем через Мельбурн у опозиції до пропонованих змін промислових відносин, мітинги також відбулися у столицях і великих містах Австралії.
Після поразки ліберального уряду Говарда на федеральних виборах 2007 року, уряд лейбористів скасував австралійські угоди про робоче місце (АТС).